# Johann Christoph Wolff
Johann Christoph Wolff, född 1643 i Tyskland, död 25 juni 1719, var gambist vid Kungliga Hovkapellet i Stockholm

## Biografi
Johann Christoph Wolff föddes 1643 i Tyskland. 1650 anställdes han som gambist i Magnus Gabriel De la Gardies hovkapell. Wolff gifte sig 20 mars 1666 i Stockholm med Elisabeth Trautiger (död 1696). Hon var dotter till hovpukaren Paul Treutiger. Treutiger och Wolff fick tillsammans barnen  Carl Gustaf (född 1666), Margareta Elisabet (född 1668), Magnus (född 1670) och Hedwig (född 1672). 1678 började Wolff arbeta i Kungliga Hovkapellet. Den 25 november 1696 avled Elisabteth Trautiger. Före 1708 gifte Wolff sig andra gången med änkan Britta Persdotter (död 1725). Hon hade tidigare varit gift med hovmusikanten Peter Vogel (död 1697). Wolff avled 25 juni 1719.